# Processo Revolucionário em Curso
O Processo Revolucionário em Curso (PREC), também conhecido como Período Revolucionário em Curso, designa, em sentido lato, o período de actividades revolucionárias, marcante na História de Portugal, decorrido durante a Revolução dos Cravos, iniciada com o golpe militar de 25 de Abril de 1974 e concluída com a aprovação da Constituição Portuguesa, em Abril de 1976. O termo, no entanto, é frequentemente usado para aludir ao período crítico do Verão Quente de 1975, com o seu antes e o seu depois, que culmina com a Crise de 25 de Novembro de 1975.
Num sentido mais restrito, designa a acção dos partidos, quadros militares e grupos de esquerda que, por entre efervescente agitação popular e alguma desordem, conduziam o processo político do pós 25 de Abril «rumo ao socialismo». No processo estavam envolvidos militantes de uma vasta franja do espectro partidário de esquerda, desde o Partido Socialista (PS) aos mais radicais, como o maoista MRPP. Entre eles, apesar da contenda ideológica, havia coesão cerrada em torno dos chamados "ideais de Abril" e a convicção de que uma verdadeira justiça social seria instalada em Portugal.

## Antecedentes

### A situação interna e o contexto internacional

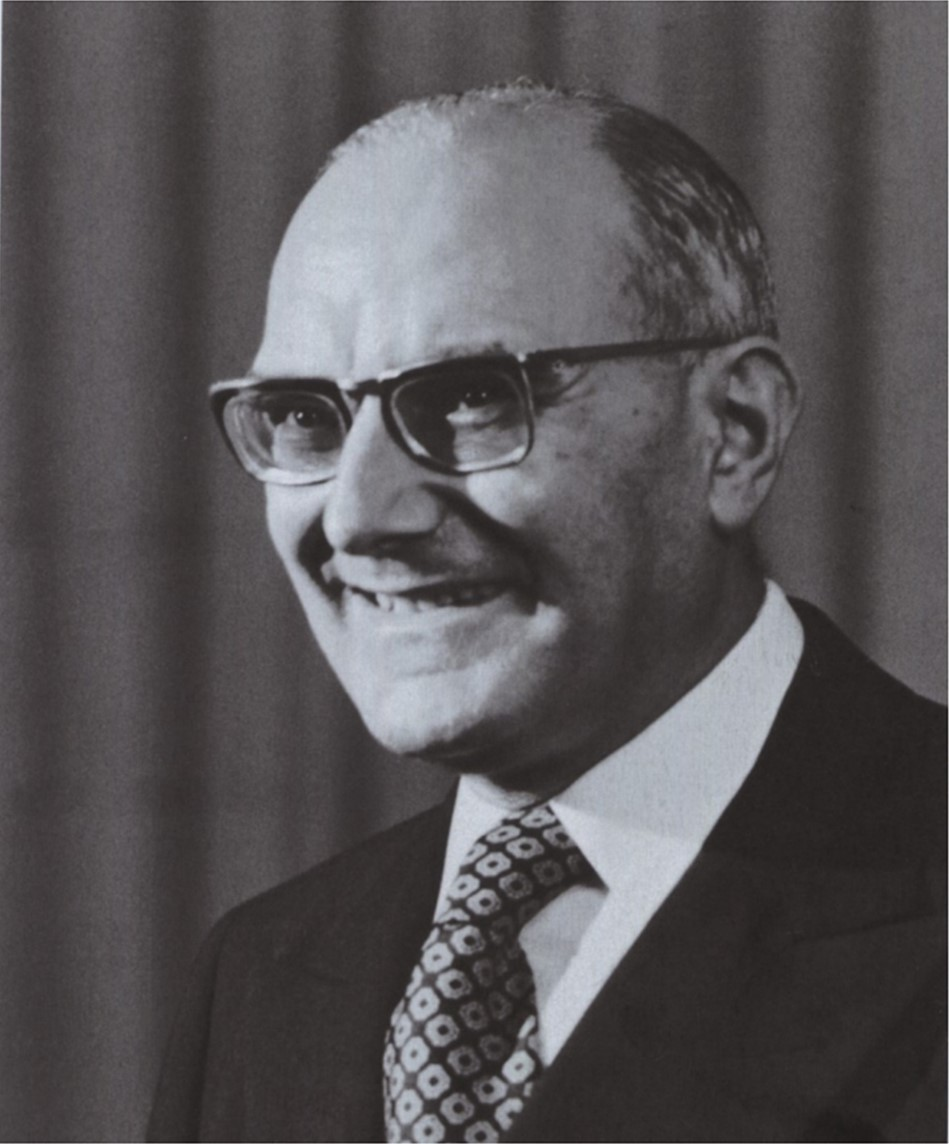
Marcello Caetano, primeiro-ministro derrubado pelo 25 de Abril.

Quando eclodiu o golpe militar de abril, o mundo estava em plena recessão, como rescaldo do choque petrolífero de 1973. Portugal ainda era um país relativamente atrasado, mal industrializado e de forte emigração. Encontrava-se, no entanto, em fase de integração na comunidade dos países europeus ditos democráticos. Mau grado a persistência de um regime ditatorial, os sinais de mudança eram visíveis em todos os sectores da vida portuguesa e sugeriam a possibilidade de uma ruptura política e social a breve trecho. Por interesses estratégicos das grandes potências, tanto no quadro europeu como africano, Portugal era membro de pleno direito da Organização do Tratado do Atlântico Norte (OTAN) e da Associação Europeia de Livre Comércio (EFTA).
Em 1973, num artigo muito do agrado dos simpatizantes do velho regime, a bem conhecida Time Magazine fala de um “milagre económico português”: taxas de crescimento anual de 5% ou mais, criação de indústrias de metalomecânica e petroquímica, de indústria pesada na construção naval, de movimentos accionistas e de investimentos estrangeiros com a instalação de multinacionais em Portugal. Destaca a consolidação de uma classe média empresarial e “uma mudança do perfil da população”. A integração dos países mediterrânicos na família das democracias parlamentares europeias avançava sem mudanças violentas. Portugal, apesar dos sobressaltos e da reviravolta política, não é excepção. A viragem democrática de países de regimes duros era então manifesta na Europa, tais como a da Grécia e de Espanha. Em muitos casos, afirmam os defensores do progresso económico pacífico, “as democracias nascem de sociedades ricas ou em enriquecimento”. A classe média ascendente, sentindo-se capacitada para o exercício do domínio do Estado, “por conveniência costuma reclamar a Liberdade”.
As hipóteses de desenvolvimento de Portugal estavam no entanto dramaticamente condicionadas pelo seu isolamento político e pelos subestimados custos da guerra colonial.

### A ala liberal
Durante a Primavera Marcelista[carece de fontes?] não era previsível uma evolução por outra via, defendida pelos deputados da Ala Liberal da Assembleia Nacional, uma geração de políticos adeptos da liberalização do regime do Estado Novo. Antes do 25 de abril, pontificavam na Ala Liberal Francisco Sá Carneiro, Francisco Pinto Balsemão, Mota Amaral, Joaquim Magalhães Mota, Miller Guerra.
Em 1970 certas ideias desses "liberais" são apresentadas para a revisão constitucional: falam da abolição da censura, da liberdade de imprensa e de livre associação, da extinção dos tribunais plenários, das medidas de segurança sem termo certo que, aplicadas aos presos políticos, iam dar em prisão perpétua. Denunciam a prisão preventiva sem culpa formada. Reclamam a inclusão do direito ao trabalho e do direito à emigração na lista dos direitos fundamentais. Reclamam o reforço dos poderes da Assembleia Nacional, a modernização dos seus métodos de trabalho, a restauração do sufrágio universal para a eleição do Presidente da República, a proibição do veto presidencial às leis de revisão constitucional. O projecto da Ala Liberal significaria a substituição do regime ditatorial e autoritário do Estado Novo por uma democracia de modelo europeu ocidental.
Entre 1970 e 1971, o número de detenções por motivos políticos volta entretanto a aumentar. A violência dos métodos usados na instrução dos processos é denunciada  por apoiantes dos presos e isso chega à Assembleia Nacional pela voz de Francisco Sá Carneiro e de outros deputados. O recuo no terreno das liberdades significa uma travagem daquilo que a chamada Primavera Marcelista continha de promessa de renovação do regime. Contra isto se insurgem os deputados da Ala Liberal, que apresentam várias iniciativas legislativas ao longo do ano de 1972. Vendo frustradas as suas esperanças, abandonam a Assembleia. Sá Carneiro é o primeiro, em 1973, desabafando: "É o fim!".
Passam à oposição, exprimindo-se em artigos do jornal Expresso (fundado por Francisco Pinto Balsemão em Janeiro de 1973). A acção destes "liberais" terá desacreditado a experiência marcelista junto de largos sectores das classes médias portuguesas.

### O fim da Primavera Marcelista
Marcello Caetano já havia perdido o passo, condicionado pela fragilidade da sua base de apoio no seio do regime, denunciado pelo PCP, pela extrema-esquerda e agora por um PS marcado pela ainda forte impregnação marxista dos seus intelectuais mais jovens: Mário Sottomayor Cardia, António Reis (professor), Álvaro Guerra, Alberto Arons de Carvalho. Marcello Caetano estava  ancorado na herança de Oliveira Salazar, cativo daqueles que não tinham uma solução para a mudança do regime e incapacitado de dialogar com uma oposição que assumia declaradamente a tese do derrube violento da situação. Restava a Marcelo o seu círculo de amigos e admiradores, que em breve ascenderiam à ribalta nos partidos de direita surgidos nos meses que se seguiram ao dia 25, restava-lhe o respeito que o general António de Spínola por ele demonstrava.
O peso da guerra colonial precipitou porém a mudança, que se fez por via armada, com a acção dos jovens capitães, seguida da Revolução dos Cravos.

## História

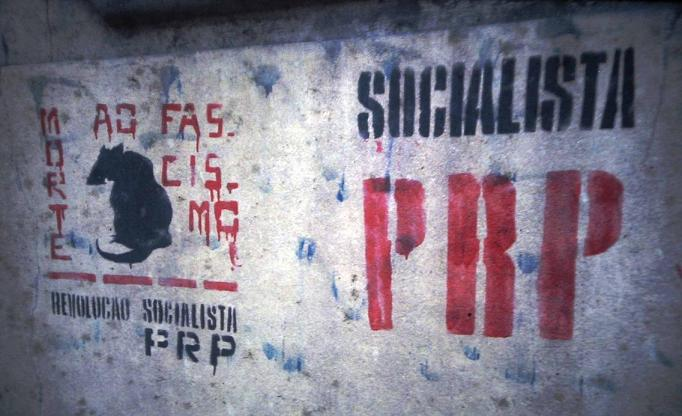
Mural do PRP (1975)

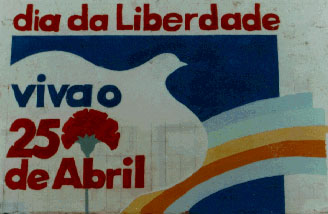
Mural de 1975 alusivo ao 25 de Abril

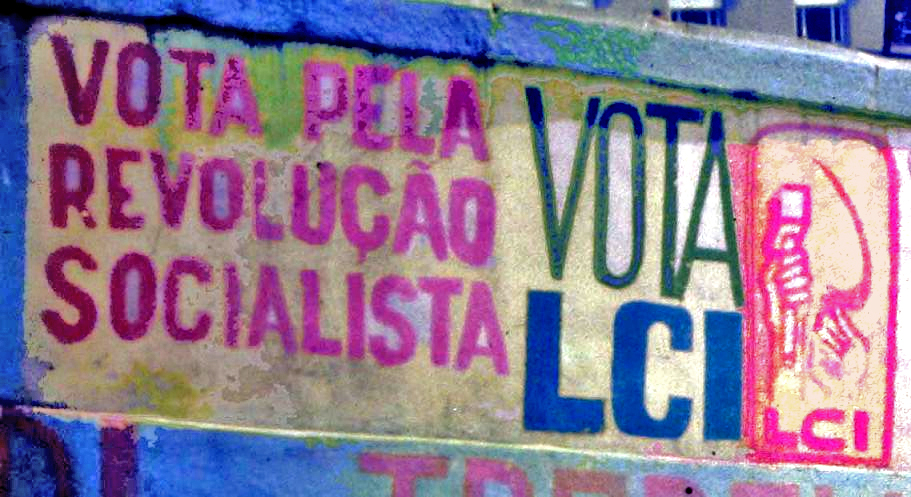
Mural da Liga Comunista Internacionalista (Portugal) (LCI).

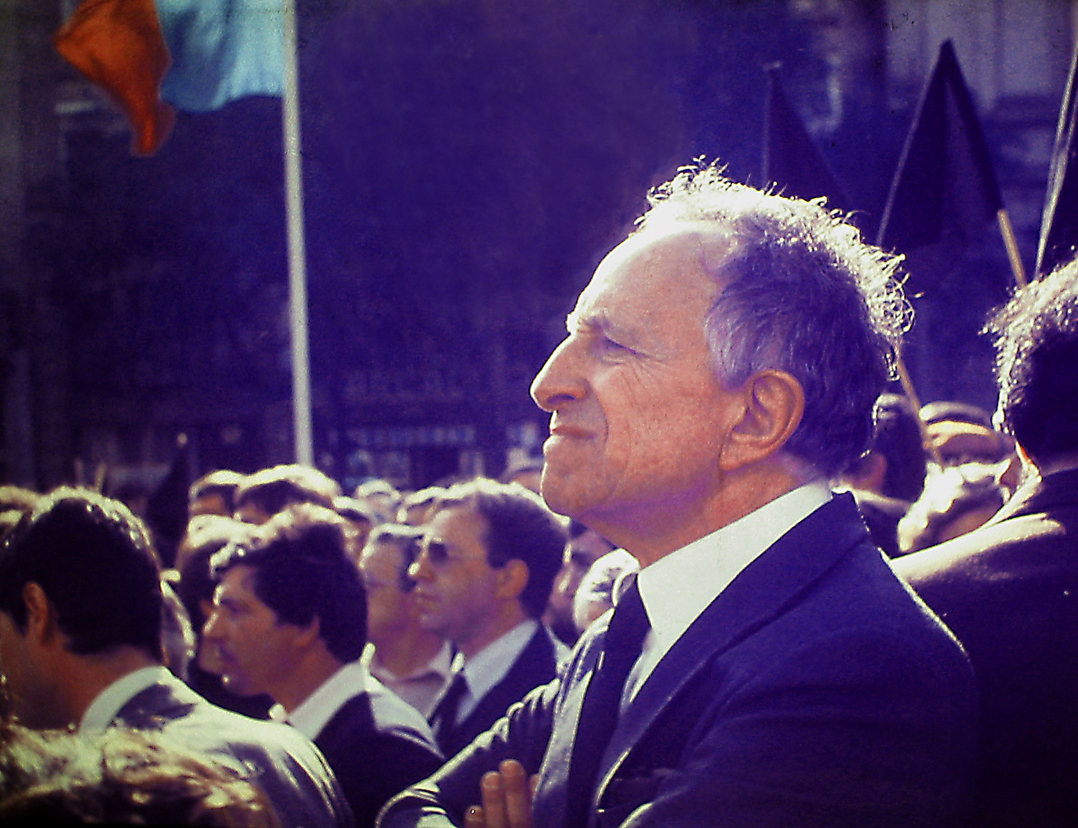
Vasco Gonçalves em 1982.

### Abril — setembro de 1974
Revolução, institucionalização do MFA, início da descolonização e cisão do MFA com Spínola.
Tendo António de Spínola chegado à chefia do Estado em 1974 na sequência da Revolução dos Cravos, trava-se uma séria discussão entre este e os diversos partidos emergidos do 25 de Abril, em particular no tocante à questão colonial: o Presidente da República aposta na construção de uma espécie de Commonwealth portuguesa  (Portugal e o Futuro), enquanto alguns partidos, nomeadamente o PS e o PCP, se manifestam contra esta solução.
Contrariado, Spínola convoca para o dia 28 de setembro de 1974 uma manifestação, mobilizando a chamada Maioria silenciosa, segundo ele a maior parte  da população, que segue as suas ideias. A fim de evitar que Spínola tome autoritariamente o poder, os partidos de esquerda, PS, PCP e os mais radicais, com o apoio de militares, levantam barricadas nos principais acessos a Lisboa, impedindo a chegada das camionetas dos manifestantes e frustrando os seus intentos. Spínola demite-se. Sucede-lhe Francisco da Costa Gomes, que nomeia como chefe de Governo o coronel Vasco Gonçalves.

### Outubro de 1974 — fevereiro de 1975
Tensões entre blocos políticos. Polarização interna, preocupações externas.
Estava agora de olho vivo em Portugal. Receava que a Revolução dos Cravos conduzisse o país a um perigo idêntico e fazia os seus cálculos. Tinha já travado conhecimento com Mário Soares (encontro em Washington com Costa Gomes e Mário Soares a 18 de outubro de 1974), de quem desconfia e em quem julga ver o Kerenski da Europa.[carece de fontes?] Menos desconfiado é Frank Carlucci, o embaixador em Lisboa, futuro vice-director da CIA no seu regresso aos EU, que sabe bem que Soares, the only game in town é de confiança, um liberal astuto e alguém com grande ambição pelo poder. As estratégias de interferência dos EU em Portugal são delineadas desde os primeiros momentos da revolução. Kissinger cedo estabelece «planos de emergência, ou contingência, para o caso de Portugal cair nas mãos dos comunistas». Esses planos passam pela ocupação militar dos Açores, com vista à manutenção da Base das Lages, considerada bastião norte-americano inalienável, hipótese essa deixada em aberto, para qualquer eventualidade, numa reunião que tem em Janeiro de 1975 com o secretário da Defesa James Schlesinger.
Já tinham dado um sinal do que poderia acontecer, fundeando no Tejo, em frente do Palácio de Belém, inícios de 1975, o porta-aviões USS Saratoga, durante a operação Locked Gate-75. da NATO. É Henry Kissinger, cumprindo os desígnios de Nixon, quem superintende nesse tipo de manobras. Secretário de Estado norte-americano, teve um papel determinante no golpe militar que derrubou o Presidente Salvador Allende a 11 de Setembro de 1973, dando todo o apoio a Augusto Pinochet, frustrando o projecto de estabelecimento de um regime socialista democrático no Chile e iniciando um obscuro e violento período ditactorial que perdurou até 1990. Vasco Gonçalves toma medidas para avançar “rumo ao socialismo”. No entanto, a sua indecisão, a presença de diversos spinolistas, impede o progresso de qualquer avanço nesse sentido.

### Março – abril de 1975
Em fevereiro de 1975 surgem notícias da fundação de uma organização de extrema-direita baseada em Espanha, ligada ao general Spínola, que teria como objectivo levar a cabo uma contra-revolução em Portugal. Vários jornais aludem a um golpe de estado planeado para Março. Começa a circular o boato de uma suposta Matança da Páscoa. Todos os oficiais «conotados com a reacção» (i.e., com António de Spínola) seriam eliminados por sectores ligados ao PCP.
Dando crédito a este boato, militares spinolistas pegam em armas e tentam, a 11 de março de 1975, fazer um golpe de Estado. Spínola assume o comando do golpe mas este falha. A «intentona reaccionária» (segundo a terminologia da época) é pretexto para que Vasco Gonçalves radicalize o Processo Revolucionário, apoiando-se no Comando Operacional do Continente de Otelo Saraiva de Carvalho. Logo após este golpe falhado, os bancos são nacionalizados, bem como as seguradoras e, por arrasto, a “companhia dos tabacos”, a CUF, a Lisnave e outras grandes empresas.
Em Março-Abril é negociado pelo Conselho da Revolução e partidos políticos o Pacto MFA-Partidos. O pacto consagra «a continuação da revolução política, económica e social iniciada a 25 de abril de 1974, dentro do Pluralismo Político e da via socializante». Em grande medida imposto aos partidos, reserva para o Conselho da Revolução o papel central de direcção do país durante o período que se segue.
A 25 de Abril de 1975 têm lugar eleições para a Assembleia Constituinte. A esmagadora maioria da população portuguesa vota no PS — que se tinha tornado progressivamente mais liberal nas suas posições ou, como se diria anos mais tarde, tinha «enfiado o socialismo na gaveta» — e no PPD, actual PSD. O Partido Comunista Português vê-se assim com uma modesta representação na Assembleia Constituinte. Os diversos grupos marxistas surgidos com o 25 de abril (União Democrática Popular (UDP), Movimento de Esquerda Socialista (MES), Frente Socialista Popular (FSP), Liga Comunista Internacionalista (LCI), etc.) têm apenas votações residuais. O MRPP (Partido Comunista dos Trabalhadores Portugueses) é proibido de participar nas eleições.

### Maio – setembro de 1975
Em consequência dos resultados das eleições e de visões diferentes quanto ao futuro do país entre os principais partidos (PS e PSD) e o primeiro-ministro, surge um conflito de legitimidade (a eleitoral, a dos partidos, e a revolucionária, a do MFA e Conselho da Revolução). 
Logo no 1.º de maio isto torna-se manifesto no conflito aberto entre o PS, opositor da unicidade sindical, e o PCP, apoiado pelo Conselho da Revolução, defensor da existência de uma única central sindical. No centro e norte do país, no Verão Quente, somavam-se entretanto os atentados bombistas de grupos extremistas de direita (Exército de Libertação de Portugal [ELP], Movimento Democrático de Libertação de Portugal [MDLP], Grupo Maria da Fonte) contra as sedes de partidos de esquerda. Assassinatos políticos seriam perpetrados com o envolvimento de elementos conservadores do clero.[carece de fontes?]
Os partidos não marxistas recentemente fundados, como o Centro Democrático Social (CDS) e o Partido Popular Democrático (PPD), fazem-se então ouvir por vozes mediáticas, secundadas na província pela Igreja Católica. Mais que nunca, é decididamente o Poder que está em causa, estando por isso em causa também o papel de Portugal na Europa. À esquerda, mais que nunca, paira o espectro do Chile de Pinochet. Ao centro e à direita receia-se uma ditadura bolchevique. Os EUA estão atentos: o futuro de Portugal joga-se em três continentes e os interesses estratégicos americanos estão lá metidos.[carece de fontes?]
Em maio surge também o polémico Caso República. A já referida greve dos tipógrafos do jornal República, afectos à UDP, age contra a direcção, alinhada com o PS. Este caso servirá de pretexto ao PS para lançar um ataque ao PCP e ao governo de Vasco Gonçalves. O Caso República (que culmina com a edição do jornal República de 19 de maio e com o seu encerramento até 18 de Julho) dará  que falar: não será só pretexto para acusar o PCP de manipular a comissão de trabalhadores que ocupou as instalações do jornal República e expulsou o seu director, o socialista Raul Rêgo, como também será um excelente motivo para que os órgãos de informação internacionais se debruçassem de novo sobre a situação em Portugal. Uma grande manifestação em frente da sede do jornal, em que participam os notáveis do PS, é organizada para dar voz ao caso. As instalações seriam depois recuperadas e usadas para o lançamento de um novo diário, A Luta, que durante alguns anos se tornaria voz do Partido. É a partir deste caso que se eleva por seu lado a voz de Mário Soares que, em tons dramáticos, acusa o PCP, em suma os «comunistas» portugueses, de serem responsáveis pelo estado do país. O tema e o tom manter-se-iam por muito tempo em inúmeros discursos feitos por toda a parte. A esquerda portuguesa sairia profundamente debilitada deste controverso caso.
A Fonte Luminosa, em Lisboa, é o primeiro local onde Soares consegue reunir uma imensa multidão. O comício do PS na Praça Humberto Delgado no Porto, a 14 de agosto de 1975, em que Mário Soares e Salgado Zenha erguem clamores contra o perigo comunista (versão “tripeira” do comício “alfacinha” da Fonte Luminosa de 19 de julho de 1975), é notícia mediática nos EU (CBS). Nas imagens vê-se um mar de gente na Praça Humberto Delgado. Ali mesmo ao lado e à mesma hora, numa praça contígua à Rua Sá da Bandeira, é atacada por manifestantes, a tiros de pistola e cocktails molotov, a sede do partido de esquerda União Democrática Popular (UDP). Imagens dos assaltos ao Consulado de Espanha da Rua do Salitre, na noite de 26 de setembro e, a 27, à embaixada da Praça de Espanha durante uma manifestação da UDP, à mistura com outros manifestantes, em protesto pela execução de activistas bascos, é a primeira notícia a ir para o ar nos EU, na noite de 29 de Setembro. Coincide o que é dado a ver num caso e noutro, daí se concluindo que em Portugal há um perigo vermelho que se pode alastrar a Espanha, debilitada por uma economia ainda frágil e pelo estertor do regime franquista.
O Processo Revolucionário conduzido por Vasco Gonçalves é assim contrariado não só pelos “sectores reaccionários” da sociedade portuguesa (a Igreja Católica e alguns grupos saudosos do Estado Novo) mas também, embora não ainda abertamente, pelos principais partidos políticos (PS e PSD). Isto leva a uma escalada nas tomadas de posição de Vasco Gonçalves e do Comando Operacional do Continente: a Revolução dos Cravos, afirmam, é legitimada por pretender implementar o socialismo democrático. O MFA, investido pela Aliança Povo/MFA, sente-se assim no direito de levar avante a revolução em curso, descartando-se da acção redutora dos partidos.
É o Verão Quente. As ocupações de casas, fábricas, latifúndios, etc., proliferam. No Norte, sobretudo minifundiário e sujeito a grande influência católica, surgem grupos de contra-revolução, como o Movimento Democrático de Libertação de Portugal  (MDLP), o ELP (Exército de Libertação Português) e o intitulado Grupo Maria da Fonte. É grande a violência. Várias sedes partidárias do PCP e partidos de esquerda são vandalizadas no Norte e Centro. Em Lisboa, em contrapartida, é assaltado na noite de 26 de setembro o consulado de Espanha por elementos da extrema-esquerda conotados com a UDP, porventura infiltrados por elementos não identificados, a pretexto da repressão em Espanha de independentistas bascos. A embaixada é incendiada a 27. Imagens dos assaltos são destacadas nos EUA pela cadeia de televisão CBS.

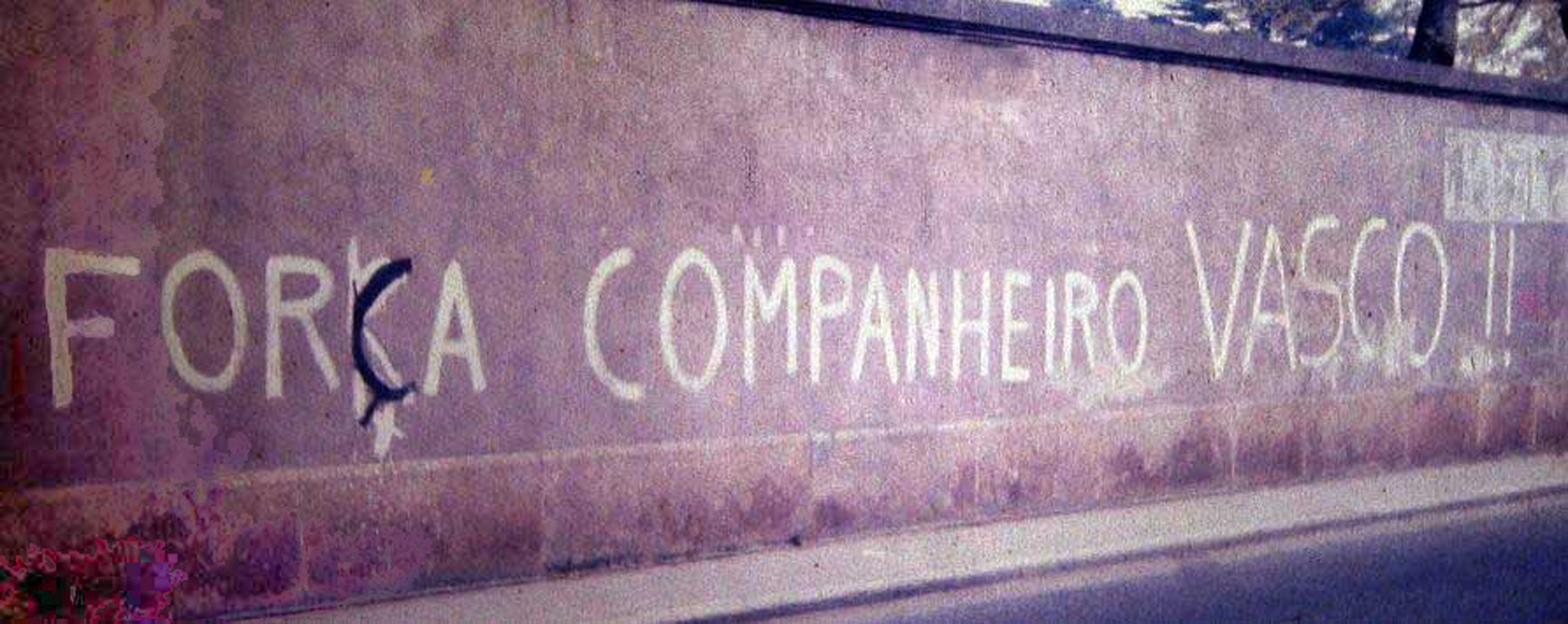
Mural de apoio a Vasco Gonçalves.

Em junho de 1975 a comissão política do Conselho da Revolução reúne para decidir o rumo a tomar. O resultado é o Plano de Acção Política, que reafirma o objetivo da construção de uma sociedade socialista sem classes, que aceita a participação dos partidos políticos mas que também manifesta a intenção de reforçar a Aliança Povo/MFA através da ligação a organizações de base que deveriam ser o embrião de uma democracia directa, capaz de suplantar a ação manipuladora dos partidos. O plano, ambíguo, tenta agradar a fações contraditórias, entre as quais as que se situam à esquerda do PCP, que reclamam a “insurreição armada” de forças populares independentes contra o terrorismo de direita e como resposta a uma provável guerra civil desencadeada por conspiração estrangeira ou por interesses partidários.
Em julho, em nova tentativa de clarificar a situação, uma assembleia do MFA, incentivada por Vasco Gonçalves, elabora e aprova o Documento-Guia de Aliança Povo/MFA, propondo como objetivo último da revolução «a instauração do poder popular» através da criação de uma hierarquia de associações e assembleias populares.
A contestação dentro do próprio Conselho da Revolução ao governo de Vasco Gonçalves começa a organizar-se. Este promove a constituição de um diretório (que incluirá, além dele próprio, o Presidente da República Costa Gomes e Otelo Saraiva de Carvalho) que deverá concentrar a autoridade do Conselho da Revolução. Em Agosto, os conselheiros defensores da via do pluralismo partidário organizam-se (Grupo dos Nove) e publicam um documento defendendo que os militares devem deixar nas mãos dos partidos políticos democraticamente eleitos a decisão quanto ao futuro político do país. Em consequência são suspensos do Conselho da revolução pelo diretório (apenas Otelo se opõe à suspensão). O documento dos Nove é entretanto discutido nas Forças Armadas, discussão que irá evidenciar uma grande divisão dos militares e do CR e ainda minar a autoridade do governo.

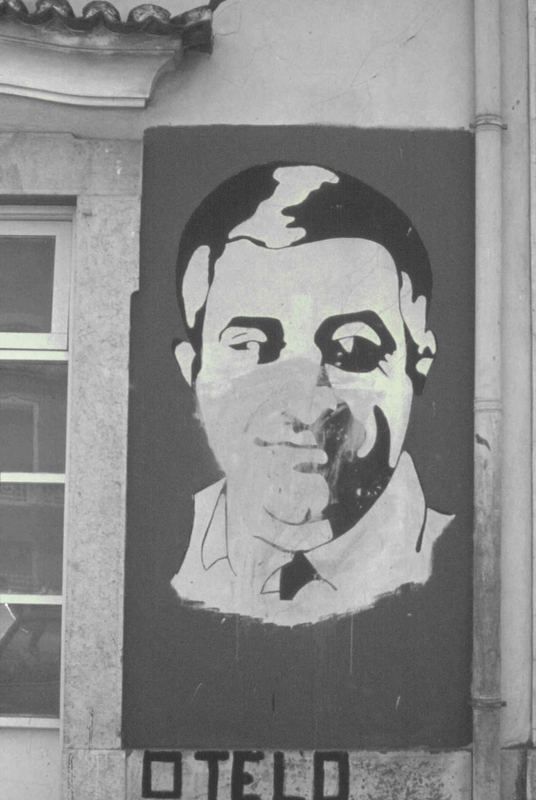
Pintura mural de Otelo Saraiva de Carvalho.

Otelo, conotado com a extrema-esquerda do MFA, distancia-se definitivamente de Vasco Gonçalves a 20 de agosto, chegando mesmo a proibi-lo de visitar as unidades militares da Região Militar de Lisboa e aconselhando-o a demitir-se. Perante a crise de autoridade do governo e considerado por ela responsável, Vasco Gonçalves (e o V Governo Provisório) é demitido. A sua recondução em cargos de relevo é recusada pelo MFA na assembleia de Tancos, em Setembro.

### Setembro – novembro de 1975
Em Setembro é formado o VI Governo Provisório com o Almirante Pinheiro de Azevedo como primeiro-ministro. No entanto a mudança de governo não consegue acalmar a situação, antes pelo contrário. O Conselho da Revolução e o MFA estão divididos e a crise de autoridade agudiza-se.[carece de fontes?] A 12 de Novembro uma grande manifestação de esquerda, convocada pelo sindicato da construção civil, cerca os deputados no interior do parlamento e impede-os de sair durante dois dias. A 20, o Governo proclama estar em “greve” por falta de condições para governar. A 24, em Rio Maior, um levantamento de direita, mobilizando pequenos proprietários agrícolas ultraconservadores que se manifestam com violência, corta a Estrada Nacional nº 1 para norte, mas a reacção é de pouca dura, terminando durante a noite.
A saída das forças militares do Regimento de Comandos da Amadora chefiadas por Jaime Neves no dia 25 de Novembro de 1975 travará o processo. O carismático líder da Revolução dos Cravos Otelo Saraiva de Carvalho, comandante do Comando Operacional do Continente, que não deseja confrontos, cede. O PCP, que bem conhece os limites do seu poder, decide não intervir. Isolados, os outros partidos da esquerda manifestam-se, mas por pouco tempo. Cai o V Governo Provisório liderado por Vasco Gonçalves. Instalam-se os moderados do Grupo dos Nove. Mudam-se os tempos e as vontades: o PS e o PPD (PSD) passarão a governar ao centro e em alternância, durante décadas. Esvai-se a revolução, só ficam os ideais. Do PREC, é tudo o que se mantém vivo.

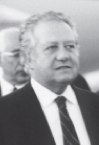
Mário Soares em 1988.

Para pôr fim à situação de impasse entre sectores militares opostos — de um lado a extrema-esquerda, que procura apoio em Otelo, de outro os militares simpatizantes do PCP e de Vasco Gonçalves, de outro ainda os militares alinhados com o Grupo dos Nove, grupo de oficiais liderados por Melo Antunes — seria necessário que algum deles avançasse. Os militares que apoiam o Grupo dos Nove tomam a iniciativa, anunciando a expulsão de Otelo da posição de comandante da Região Militar de Lisboa e dando a entender que o Comando Operacional do Continente seria dissolvido.
A 25 de Novembro de 1975, sectores da esquerda radical (essencialmente pára-quedistas e polícia militar na Região Militar de Lisboa), alarmados com notícias que correm, levam a cabo uma tentativa de golpe de estado, que se mostra sem liderança clara. O Grupo dos Nove decide reagir, pondo em prática um plano militar de resposta liderado por António Ramalho Eanes. O plano prevê, numa situação limite, a instalação de um governo alternativo no Porto e a hipótese de uma guerra civil, que poderia envolver interferência estrangeira.
O Presidente da República, Costa Gomes, consegue chamar a Belém os principais comandantes militares, incluindo Otelo, Rosa Coutinho (armada, tido como próximo do PCP), e os líderes do Grupo dos Nove (agora bastantes mais que nove) e concentrar assim em si a autoridade. O PCP retrai-se. O grupo de militares revoltosos, sem liderança nem outros apoios, rende-se sem grandes conflitos. A indefinição de responsabilidades neste “golpe” prevalece entretanto como um dos grandes mistérios da contra-revolução, dando origem a interpretações polémicas.
Surgem sinais de entendimentos secretos, que hoje se confirmam, entre as grandes potências envolvidas na Guerra Fria visando a aniquilação de Otelo e dos grupos da esquerda mais radical. Não saindo o PCP para a rua, a extrema-esquerda, que reclama insurreição popular, ficaria isolada. Estava assim aberto o caminho para inverter a situação em Portugal, para que o país se mantivesse como fiel membro da NATO e para que tanto os EUA como a União Soviética ficassem de mãos livres para exercer os seus interesses no Atlântico Norte e nas colónias portuguesas em África.
O PS colabora até Março de 1975 com o PCP e com a extrema-esquerda. Procura assim maximizar o seu papel na revolução e nas eleições para a Assembleia Constituinte, que seriam realizadas em Abril de 1975. É de Julho-Agosto de 1974 a célebre palavra de ordem «Partido socialista, partido marxista!». Na sua Declaração de Princípios e Programa do Partido Socialista, divulgados em 1973, o PS declarava como objectivos a "edificação em Portugal de uma sociedade sem classes", considerando-se herdeiro de toda uma tradição de “luta das classes trabalhadoras pelo socialismo", reclamando uma democracia directa de co-gestão, fundada em conselhos operários e destacando a excelência "das revoluções chinesa, jugoslava, cubana e vietnamita". 
Com as mudanças do cenário político após a Intentona de 11 de Março, resultando numa crescente oposição do PS à extrema-esquerda durante o resto do PREC, o PS vir-se-ia então a afastar dos modelos de "excelência" marxistas, opondo-se aos seus mais radicais proponentes durante o Verão Quente, e tomando um papel decisivo no 25 de Novembro.

## Reforma agrária e controlo operário

### Controlo operário
Entre 1974 e 1975, o movimento operário português conduziu um grande e inédito fenómeno de participação e de auto-organização. Mudando o regime de organização para um de autogestão, centenas de empresas foram ocupadas pelos trabalhadores. No decorrer do processo revolucionário, a política radical das classes mais desfavorecidas ocorreu simultaneamente a outros fenómenos participativos. Em 1975, a realidade social alterou-se com a nacionalização de parte significativa da economia nacional: a banca, seguros, transportes e outros setores-chave da indústria; assim como a intervenção em cerca de outras trezentas empresas. Concomitantemente, uma grande reforma agrária, de gestão coletiva e democrática, desenrolou-se no sul de Portugal, com o trabalho de cerca de quinhentas Unidades Coletivas de Produção num território de mais de um milhão de hectares, ou um terço da área agrícola da região.
A primeira fase do controlo operário teve começo na Revolução de 25 de Abril de 1974, e manifestou-se através de formas de protesto radicais (como greves, sequestros, e ocupações), lutas que, principalmente, forçava a alteração da composição das administrações, nos chamados saneamentos. O controlo operário nesta fase é atomizado, ou seja, dá-se principalmente na empresa, e não no poder político estatal, onde as ações eram travadas apenas para a mudança da composição das administrações, e não para controlo da produção na totalidade. Assim, estas forças de luta coletiva não tinham nenhum tipo de coordenação a nível nacional.

### Reforma agrária
A par das ocupações de terras e das ocupações de casas, da "Reforma Agrária", e de outras reformas importantes como o estabelecimento do salário mínimo, o processo levaria ao desmantelamento de grupos económicos ligados ao deposto Estado Novo, entre os quais a CUF, à nacionalização de empresas consideradas de interesse público, na banca, seguros, transportes, comunicações, siderurgia, cimento, indústrias químicas, celulose. Fizeram-se "saneamentos" no aparelho do Estado e nos meios de comunicação, com vista a afastar elementos indesejáveis do velho regime, substituindo-os por elementos afectos às forças políticas de Esquerda dominantes. Houve-os de vários quadrantes, sendo voz corrente que o Partido Comunista Português (PCP) beneficiou em número.

## Serviço Cívico Estudantil (SCE)
No outono de 1974, o Ministério da Educação não conseguiu impor exames de aptidão para as universidades e cerca de 28 mil jovens candidatos ao ensino superior ficaram com o futuro incerto. Já em 1975, saiu um decreto pelo qual não haveria 1.º ano nas várias faculdades do país. Foi então introduzido o Serviço Cívico Estudantil, para o qual os estudantes se poderião candidatar e viajar para uma vila ou aldeia com a missão de catalogar exemplos de cultura popular. Depois de muitos atrasos, a primeira versão do programa acabou por ter lugar no Verão de 1975, contando com mais de uma centena de estudantes vindos de todo o país. No entanto, o programa acabaria por não durar muito, tendo sido extinto durante o 1.º Governo Constitucional.

## Consequentes
Tomando uma posição contra os mais extremados agentes revolucionários no PREC, o PS chegaria até a coligar-se com o CDS, já em 1978. Na tomada de posse do II Governo Constitucional de Portugal, Mário Soares viria a justificar esta deriva do socialismo marxista com a intenção de "não meter o socialismo na gaveta, mas de salvar a democracia", ecoando então ideiais de socialismo democrata e afastando-se definitivamente da perpetuação do PREC. Nessa altura, viria a ser acusado pela extrema-esquerda de não ter intenções de levar a termo a mudança revolucionária a que o país assistia desde a Revolução dos Cravos.
No dia 26 de abril de 2024, o antigo Presidente da República António Ramalho Eanes afirmou que durante o Período Revolucionário em Curso (PREC), o PCP se preparava para estabelecer um regime totalitário em Portugal.

## Na cultura

### Cinema
- Cravos de Abril - curta-metragem de Ricardo Costa (os acontecimentos entre os dias 25 de Abril de 1974 e o 1 de maio)
- As Armas e o Povo - filme colectivo do Sindicato dos Trabalhadores da Actividade Cinematográfica
- Cinema militante
- On the Side of the People do Newsreel (Robert Kramer) - a classe operária e o MFA
- Scenes from the Class Struggle in Portugal  do Newsreel (Robert Kramer e Philip Spinelli).[101]

### Televisão
A Revolução dos Cravos foi amplamente noticiada por várias televisões estrangeiras. As que mais cobertura deram aos acontecimentos foram as cadeias de televisão alemãs (ARD e ZDF) e, no final do PREC, com o Verão Quente, a norte-americana CBS.
A televisão alemã, em particular a ARD, foi a que mais filmou, tendo reunido documentação muito completa dos principais eventos políticos e históricos da época. Ao que parece, a maior parte dessa documentação está perdida, não constando em arquivos. O repórter de televisão estrangeiro então mais activo foi o alemão Horst Hano, correspondente da ARD para a Península Ibérica, que daria, depois dos finais de 1975, importante cobertura às mudanças políticas em Espanha, onde abriu uma delegação (Madrid).